# 岩屋インターチェンジ
岩屋インターチェンジ（いわやインターチェンジ）は、佐賀県唐津市厳木町岩屋にある佐賀唐津道路（厳木バイパス）のインターチェンジである。

## 道路
- 佐賀唐津道路（厳木バイパス）

## 接続する道路
- 唐津市道町切線
- 唐津市道岩屋新屋敷線

## 沿革
- 2002年12月5日 : 岩屋IC - 浪瀬IC間開通に伴い供用開始。
- 2014年3月1日 : 相知長部田IC - 岩屋IC間開通[1]。

## 周辺
- 岩屋駅
- 東和コーポレーション佐賀工場
- 厳木川
- 新屋敷病院

## 隣
厳木バイパス
- 相知長部田IC - 岩屋IC - 浪瀬IC